# Ацанело
Ацанело (итал. Azzanello) је насеље у Италији у округу Кремона, региону Ломбардија.
Према процени из 2011. у насељу је живело 675 становника. Насеље се налази на надморској висини од 65 м.

## Становништво
Према резултатима пописа становништва 2011. у општини је живело 717 становника.
| 1931. | 1936. | 1951. | 1961. | 1971. | 1981. | 1991. | 2001. | 2011. |
| ----- | ----- | ----- | ----- | ----- | ----- | ----- | ----- | ----- |
| 1.705 | 1.665 | 1.726 | 1.334 | 950   | 820   | 686   | 670   | 717   |